# Heesen Yachts
Heesen Yachts — голландская судостроительная компания, специализирующаяся в строительстве суперъяхт по индивидуальным проектам. С момента основания в 1978 году на судоверфи построено более 170 яхт, многие из которых удостоены различных наград. Heesen Yachts считается одним из мировых лидеров в дизайне, инженерных разработках и строительстве алюминиевых яхт.

## История
Heesen Yachts основана в 1978 году Франсом Хеесеном, предпринимателем, купившим производственное помещение голландской судоверфи Striker Boats с намерением создать на её базе другое предприятие. В то время Франс Хеесен был хорошо известен своей работой в промышленности по производству пластмасс, но при этом решил не менять профиль работы приобретенной им верфи и сохранить её производственную деятельность. Год спустя после приобретения верфь спустила на воду 20-метровую яхту Amigo, первую яхту класса люкс под именем основателя компании — Heesen.

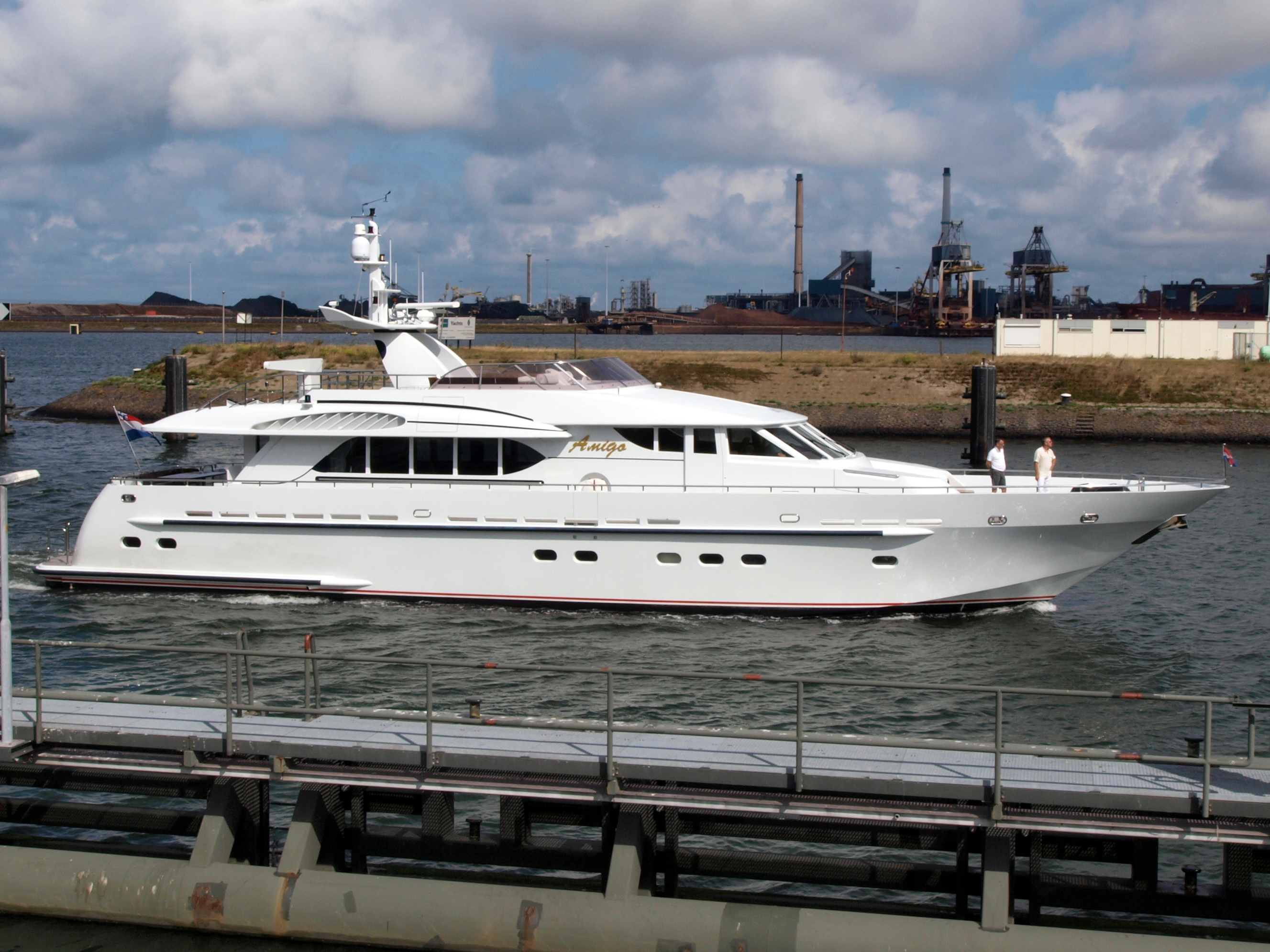
Яхта Amigo, 2009 год

1988 год стал годом прорыва для Heesen Yachts. Тогда американский предприниматель Джон Сталуппи разместил заказ на постройку яхты, которая могла бы развивать скорость свыше 50 узлов. По этому заказу на верфи Heesen была построена яхта Octopussy, позже переименованная в Octopussy 007. В то время эта построенная по индивидуальному проекту яхта официально была самой быстрой, демонстрируя максимальную скорость в 53,17 узла. Годы спустя усилиями другой компании яхта была переоборудована, стала длиннее, прибавила в весе, после чего перестала быть одной из самых скоростных в мире. К 1990 году верфь Heesen выпустила более 25 яхт длиной свыше 27 метров, создав себе репутацию одного из мировых лидеров в строительстве яхт по индивидуальным проектам. Яхта Mirage, именуемая ранее El Corsario, сестра Octopussy, была спущена на воду на верфи Heesen в 1991 году. Эта лодка, приводимая в движение трехструйным водометным двигателем, была признана изданием Boat International (англ.) 16-й среди самых быстрых в мире при её крейсерской скорости в 45 узлов и максимальной до 48 узлов.
В 1992 году компания расширила свою деятельность: на верфи стали строить традиционные водоизмещающие стальные яхты с большим запасом хода. Тогда совместно с верфью Oceanco на воду была спущена 50-метровая моторная суперъяхта Achiever. В 1996 году Heesen, уже известная своими ранее выпускаемыми яхтами Striker для спортивной рыбалки, вышла на рынок больших яхт этого назначения с 37-метровой яхтой Obsession, которая могла развивать скорость в 33 узла. В то время она была крупнейшей в мире яхтой для спортивной рыбалки. В 2003 году Heesen расширила производство, и тогда же было начато строительство яхт серий 3700 и 4400. Для расширения технической базы возвели новый производственный цех, что позволило вести строительство восьми яхт ежегодно.

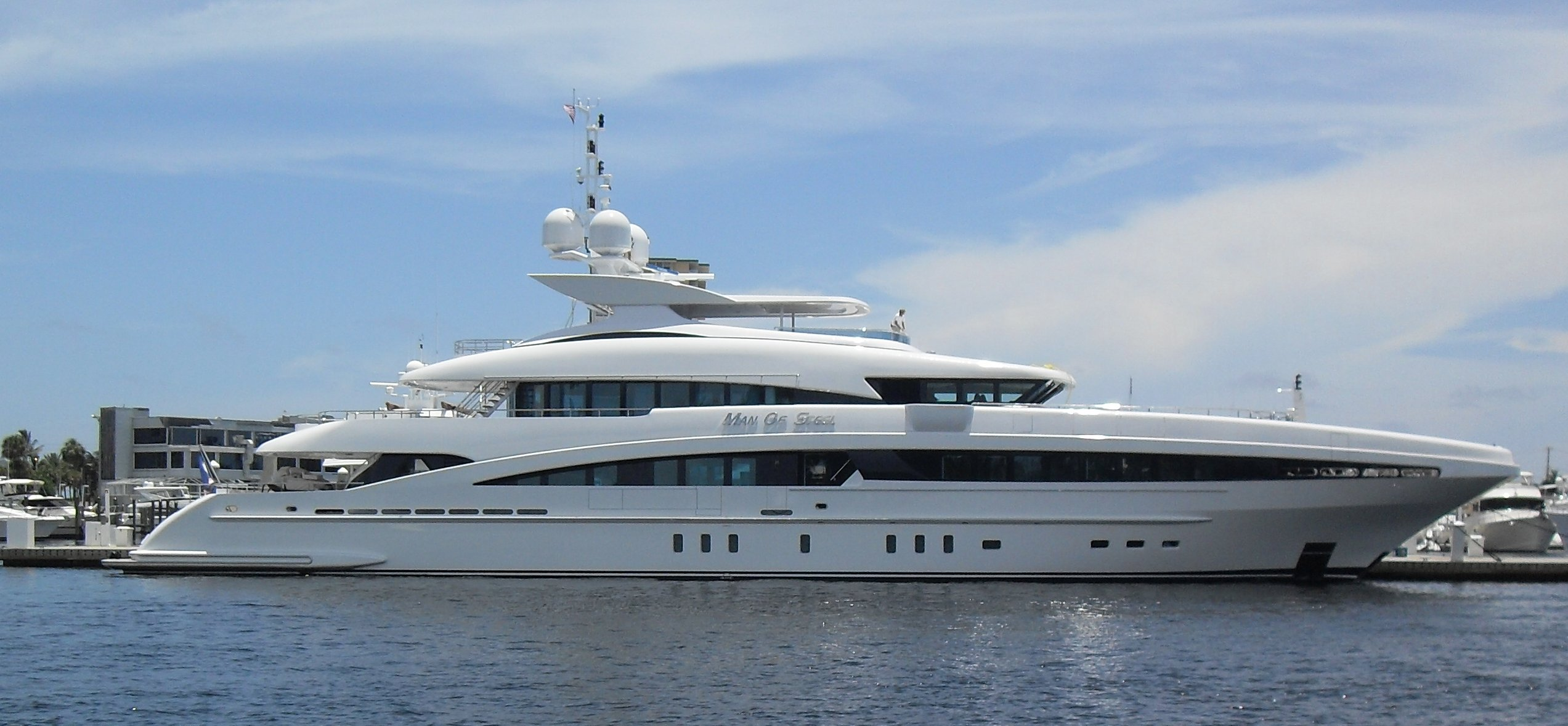
Построенная на верфи Heesen суперъяхта класса люкс Man of Steel в марине Bahia Mar, Форт-Лодердейл (Флорида, США), 2009 год

Компания Heesen Yachts упоминается в книге «Плавания м/я AlumerciA» (Voyages of M/Y AlumerciA) Эндрю Роджерса (англ.), изданной в 2011 году. Книга повествует о плаваниях, совершённых одноимённой яхтой Heesen с 2001 по 2010 год. В 2013 году со стапелей верфи Heesen сошла 65-метровая Galactica Star (англ.), построенная по индивидуальному проекту суперъяхта скоростного водоизмещения, способная развивать максимальную скорость в 28,8 узла. Она получила девять наград, включая награду в номинации за лучшую полуводоизмещающую яхту в категории «50 метров и более» на престижной премии World Superyacht Awards. Еще одной лодкой постройки Heesen, также удостоившейся награды на World Superyacht Awards в 2011 году, стала суперъяхта Satori. Франс Хеесен покинул компанию в 2012 году через 35 лет после основания Heesen Yachts..
2014 год принёс верфи Heesen Yachts её крупнейший на сегодняшний день проект — строительство 70-метровой алюминиевой яхты скоростного водоизмещения. Работа над проектом, получившим название Kometa, осуществляется при сотрудничестве с Эспеном Ойном. Эта суперъяхта способна развивать скорость до 30 узлов. Поставка яхты запланирована на 2016 год.